# Eritromicina
La eritromicina es un antibiótico de la familia de los macrólidos. Funciona al impedir la síntesis de proteínas en las bacterias. Fue el primer macrólido descubierto, en 1952, por J. M. McGuire y colaboradores. El compuesto se halló en los productos metabólicos de una cepa de Streptomyces erytherus, obtenido originalmente de una muestra de suelo recolectada en el archipiélago de las Filipinas.

## Historia
Abelardo Aguilar, un científico filipino, envío unas muestras de suelo a su compañía empleadora Eli Lilly en 1949. El equipo investigador de Eli Lilly, liderado por J. M. McGuire, aisló la eritromicina a partir de los productos metabólicos de una cepa de Streptomyces erythraeus (designación cambiada por "Saccharopolyspora erythraea") encontrada en estas muestras.
El producto fue lanzado al mercado en 1952 bajo el nombre comercial de Ilosone (nombrado por la región de Iloílo en las Filipinas de donde provenía). La eritromicina también fue llamada Ilotycin.
En 1981, el premio Nobel de química (1965) y profesor de química de la Universidad de Harvard Robert B. Woodward, junto con su equipo de investigación, reportó póstumamente la primera síntesis química de eritromicina A.
El antibiótico macrólido claritromicina fue descubierto por científicos de la compañía farmacéutica japonesa Taisho Pharmaceutical en la década de los 70, como resultado de sus esfuerzos para superar la inestabilidad en medio ácido de la eritromicina.
Los científicos de la empresa Chugai Pharmaceuticals descubrieron un derivado de la eritromicina agonista de motilina llamado mitemcinal, la cual se creía que tenía una marcada actividad procinética (similar a la eritromicina); pero carecía de propiedades antibióticas. Actualmente la eritromicina se utiliza de manera común (su empleo no está aprobado por la FDA) para trastornos de la motilidad como la gastroparesia. Si el mitemcinal puede demostrar efectividad como agente procinetico, podría representar un avance importante en el campo de la gastroenterología, puesto que este medicamento no conlleva riesgo de generar resistencia antibiótica.

## Química

### Composición
La eritromicina grado estándar está compuesto principalmente por cuatro compuestos relacionados que son las eritromicinas A,B,C y D. Cada uno de estos compuestos pueden estar presentes y sus proporciones pueden diferir mucho. La eritromicina A demostrado ser el que posee la mayor actividad antibacterial, seguida de la eritromicina B. Eritromicinas C y D tienen alrededor de la mitad de la actividad de la eritromicina A.

## Farmacocinética
La eritromicina es bien absorbida en el tracto gastrointestinal, y aunque es destruida por el jugo gástrico, existen varias preparaciones que son resistentes a esta destrucción por el ácido gástrico hasta que alcanza el intestino delgado. La presencia de alimentos en el estómago suele disminuir su absorción, excepto la forma de estolato de eritromicina.
La eritromicina es excretada primariamente en la bilis; solamente del 2 al 5% es excretada en la orina. Las concentraciones en la bilis pueden ser 10 veces mayores que las del plasma sanguíneo. Difunde bien a través de la mayoría de tejidos excepto el cerebro y el líquido cefalorraquídeo. Cruza la barrera hematoplacentaria y se encuentra en la leche materna.
La vida media normal es de 1,4 horas, y los niveles séricos son mantenidos por 6 horas. La dosis recomendada es de 250 mg a 1 g cada 6 horas. Para administración intravenosa, 0,5 a 1 g cada 6 horas pero su uso por esta vía es limitado ya que causa flebitis.
La Eritromicina no presenta interacciones adversas con el consumo de alcohol, sin embargo, como ocurre con todo medicamento, debe evitarse la ingesta conjunta.

## Farmacodinámica

### Mecanismo de acción
La eritromicina inhibe la síntesis de proteínas en la bacteria al unirse a la subunidad 50S del ribosoma bacteriano. Esta unión inhibe la actividad de la peptidil transferasa, interfiriendo con la traslocación de los aminoácidos durante la traducción y ensamblaje de las proteínas. Según la dosis administrada y el organismo sobre el que actúe, la eritromicina tiene efectos bacteriostáticos o bactericidas.
Desde finales de la década de 1990, ha comenzado a investigarse el uso de la eritromicina en posibles blancos alternativos en el tratamiento de la fibrosis pulmonar

## Uso clínico

### Indicaciones
Estos investigadores realizaron las observaciones iniciales in vitro, determinaron el rango de toxicidad y demostraron la efectividad del fármaco en infecciones experimentales y naturales producidas por Gram positivos.
La Eritromicina se ha usado desde esa época para el tratamiento de infecciones del tracto respiratorio superior, la piel y tejidos blandos causados por organismos susceptibles (principalmente cocos Gram positivos), y especialmente en pacientes alérgicos a las penicilinas.
La Eritromicina es el medicamento de elección para el tratamiento de infecciones por M. pneumoniae, Legionella pneumophila, difteria, coqueluche, conjuntivitis o neumonía por Chlamydia trachomatis y angiomatosis bacilar. También es una alternativa segura a las tetraciclinas en el tratamiento de infección pélvica por Chlamydia durante el embarazo.
La Eritromicina puede tener efectos secundarios a nivel gastrointestinal como: náuseas, cólicos, vómito, diarrea, y raramente ictericia.
Este macrólido también se emplea para acelerar el vaciamiento gástrico cuando se produce una hemorragia digestiva. De esta manera facilita la visión endoscópica de la lesión.

### Presentaciones
La eritromicina está disponible en tabletas con recubrimiento entérico, cápsulas de liberación lenta, suspensiones orales, soluciones oftálmicas, ungüentos, geles, cápsulas con recubrimiento entérico y ampollas inyectables. Los siguientes son derivados de la eritromicina disponibles para dosificación oral:
- Eritromicina base (cápsulas y tabletas)
- Eritromicina estolato (cápsulas, suspensiones orales y tabletas), contraindicado durante el embarazo[5]
- Eritromicina etilsuccinato (suspensiones orales, tabletas)
- Eritromicina estearato (suspensiones orales, tabletas)

Para inyecciones, los derivados disponibles son:
- Eritromicina gluceptato
- Eritromicina lactobionato

Para soluciones oftálmicas
- Eritromicina base (ungüentos oftálmicos)[4]